# Jari Jäväjä
Jari Petteri Jäväjä (Kemi, 16 augustus 1973) is een voormalig voetballer uit Finland, die speelde als aanvaller gedurende zijn carrière. Hij beëindigde zijn actieve loopbaan in 2004 bij de Finse club AC Oulu in de tweede divisie. Jäväjä kwam verder uit voor KePS Kemi, VPS Vaasa, HJK Helsinki, TPV Tampere en OLS Oulu.

## Interlandcarrière
Jäväjä kwam in totaal zes keer (nul doelpunten) uit in de nationale ploeg van Finland. Onder leiding van bondscoach Jukka Ikäläinen maakte hij zijn debuut op 4 oktober 1995 in de vriendschappelijke thuiswedstrijd tegen Turkije (0–0) in Helsinki, net als Sami Mahlio (MyPa) en Sami Väisänen (FC Haka). Hij viel in dat duel na 59 minuten in voor Jokke Kangaskorpi.

## Erelijst
HJK Helsinki
- Suomen Cup

1998